# Nesidiolestes insularis
Nesidiolestes insularis är en insektsart som beskrevs av George Willis Kirkaldy 1908. Nesidiolestes insularis ingår i släktet Nesidiolestes och familjen rovskinnbaggar. Inga underarter finns listade i Catalogue of Life.